# Радостев, Николай Васильевич
Николай Васильевич Радостев (род. 15 августа 1954) — советский легкоатлет, специалист по бегу на длинные дистанции и кроссу. Выступал на всесоюзном уровне в 1973—1981 годах, бронзовый призёр чемпионата мира по кроссу в командном зачёте, обладатель серебряной и бронзовой медалей чемпионатов СССР, призёр первенств всесоюзного значения. Представлял Москву и Вооружённые силы.

## Биография
Николай Радостев родился 15 августа 1954 года. Занимался лёгкой атлетикой в Москве, выступал за Вооружённые силы.
Впервые заявил о себе на международном уровне в сезоне 1973 года, когда вошёл в состав советской сборной и выступил на юниорском европейском первенстве в Дуйсбурге, где в беге на 5000 метров завоевал бронзовую награду.
В 1974 году в той же дисциплине финишировал вторым на Мемориале братьев Знаменских в Москве.
В 1975 и 1976 годах участвовал в международных соревнованиях по кроссу в Женеве, занял 12-е и 5-е места соответственно.
В 1977 году принял участие в чемпионате мира по кроссу в Дюссельдорфе, показал на финише 40-й результат и тем самым помог соотечественникам стать бронзовыми призёрами командного зачёта. Помимо этого, в беге на 10 000 метров занял 14-е место на Мемориале братьев Знаменских в Москве.
В 1978 году в дисциплине 10 000 метров с личным рекордом 28:08.00 был пятым на Мемориале Знаменских в Вильнюсе, в дисциплине 5000 метров финишировал седьмым на Мемориале Владимира Куца в Москве, так же установив личный рекорд — 13:36.2.
В 1979 году в беге на 10 000 метров занял 14-е место на VII летней Спартакиаде народов СССР в Москве, получил серебро на Мемориале Знаменских в Каунасе.
В 1980 году в дисциплине 10 000 метров был шестым на Мемориале Знаменских в Москве, взял бронзу на чемпионате СССР в Донецке.
В 1981 году выиграл серебряную медаль в дисциплине 12 км на чемпионате СССР по кроссу в Минске, прошедшем в рамках XX Всесоюзного кросса на призы газеты «Правда».